# Pinodžem I.
Pinodžem I. byl významný hodnostář ve starověkém Egyptě v době 21. dynastie v Třetí přechodné době. Od roku 1070 př. n. l. do roku 1032 př. n. l. byl veleknězem Amona ve Vesetu a v podstatě vládce Horního Egypta od roku 1054 př. n. l. Byl synem Amonova velekněze Piankha.

## Vláda

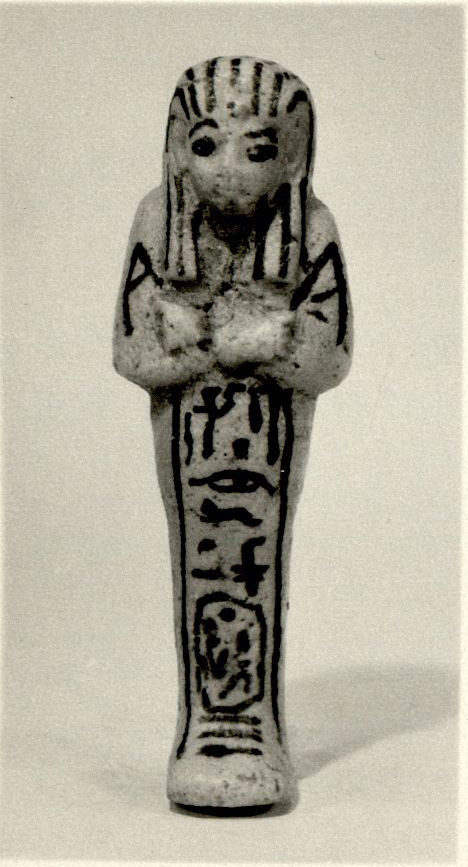
Vešebt Pinodžema I.

Na základě hypotéz a o nástupnictví v hodnosti velekněze Amona, byl Pinodžem I. příliš mladý, aby se úřadu ujal ihned po smrti svého otce Piankha. Místo něho si úřad přivlastnil Herihor. Po jeho smrti se úřadu konečně ujal Pinodžem I. Tuto interpretaci podporují vyobrazení z Chrámu boha Chonsu v Karnaku, kde jsou Herihorovy nástěnné reliéfy bezprostředně následovány reliéfy Pinodžema I. Dále tuto teorii podporuje i dlouhá doba, po kterou Pinodžem I. tuto funkci zastával.
Vzal si za ženu dceru Ramesse XI., posledního vládce 20. dynastie, aby si upevnil vztahy s dalšími mocnými rodinami své doby. Jejich syn Psusennes I. se později stal faraonem v Džanetu. Z titulu Amonova velekněze si také upevnil kontrolu nad středím a Horním Egyptem. Po smrti Ramesse XI. se Pinodžem I. stal faktickým vládce Horního Egypta. Pravděpodobně užíval i královskou titulaturu, nicméně formálně uznával suverenitu krále Nesbanebdžeda vládnoucího z Džanetu.
V 15. či 16. roce vlády faraona Nesbanebdžeda se Pinodžem I. sám prohlásil za faraona Horního Egypta a jeho roli Amonova velekněze zdědili jeho dva synové, Masaharta a Menkheperre.
Během jeho vlády také došlo k prvním přesunům některých královských mumií z jejich původních hrobek do společného úkrytu v jeskyni nad skalním chrámem královny Hatšepsut v Dér el-Bahrí. I jeho mumie byla nalezena v tajné skrýši na stejném místě.

## Rodina

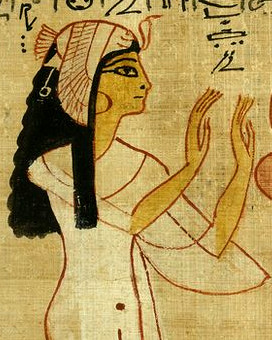
Královna Nedjemet, dcera velekněze v Thébách

Jeho rodiči byli Piankh (2) a Nodjmet (dcera velekněze), kteří měli několik dětí. Dochovaly se záznamy o třech jeho bratřích (Heqanefer, Heqamaat a Ankhefenmut) a jedné sestře Faienmut. Známé jsou také jeho tři ženy.
Jednou z nich byla Duathathor-Henuttawy, která byla dcerou Ramesse XI. Pinodžemovi I. porodila několik dětí, včetně budoucího faraona Psusennes I., božské manželky Amona Maatkare, princezny Henuttawy a Mutnedjmet pravděpodobně královny, ženy Psusennese I.
Další jeho ženou bylo Isetemkheb, zpěvačka Amona. Je zmiňována spolu s Pinodžemem I. na cihlách nalezených v el-Hibanu. Jeho třetí ženou byla pravděpodobně Tentnabekhenu, o níž najdeme zmínku v pohřebním papyru její dcery Nauny. Ta byla pohřbena ve Vesetu a nese titul královská dcera, takže je pravděpodobné, že jejím otcem byl Pinodžem I.
Kromě Psusennese I. měl ještě další čtyři syny, jejichž matky neznáme. Ale jedeno nebo i více jich muselo mít za matku Duathathor-Henuttawy, která kromě dalších titulů nese titul „Matka nejvyššího kněze Amona“. Těmito syny byli Masaharta, Djedkhonsuefankh, Menkheperre, kteří byli veleknězi Amona, a Nesipaneferhor, kněz s titulem božský otec Amona.

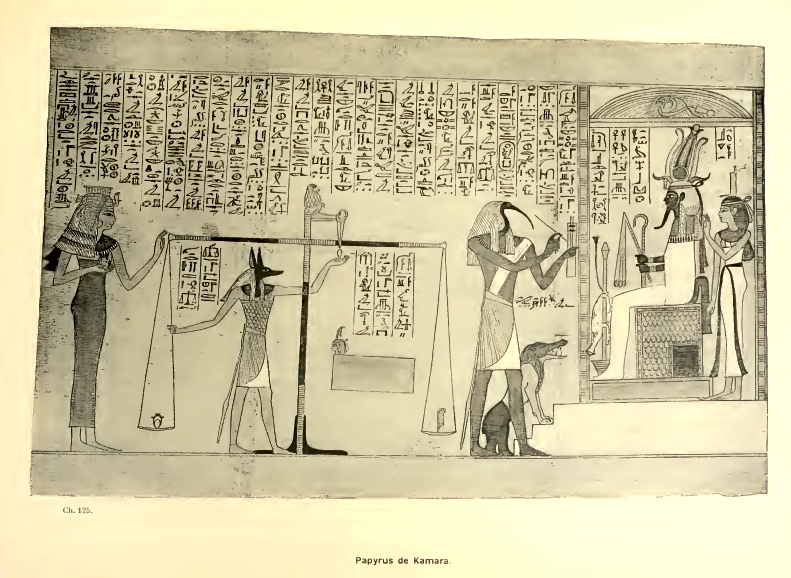
Pohřební papyrus Karomama(1), dcera Pinodžema I. 21.dynastie, s texty Knihy mrtvých z El-amarnských dopisů, vláda Amenhotep III.